# Speedcar Series
Speedcar Series – seria wyścigowa powstała w 2008 roku. Wyścigi odbyły się w krajach na Bliskim Wschodzie i Azji. Zawodnicy ścigali się identycznymi samochodami napędzanymi silnikami V8 o mocy 620 KM.
W wyniku cięć związanych z kryzysu finansowego, Union Properties wycofał swoje poparcie. Szef serii, Claudio Berro, stworzył plan ratowania Speedcar, lecz nie powiódł się on i w czerwcu 2009 roku seria zbankrutowała.
Firma BVI, która zarządzała mistrzostwami została podana w stan likwidacji w dniu 14 czerwca 2010 r. i jej aktywa zostały wystawione na sprzedaż.
Startowali w niej np. Jacques Villeneuve, Jean Alesi, Heinz-Harald Frentzen, Christian Danner, Johnny Herbert, Stefan Johansson, Narain Karthikeyan, Ukyō Katayama, JJ Lehto, Gianni Morbidelli, Alex Yoong i Vitantonio Liuzzi oraz Marco Melandri.

## Format wyścigów
Wyścigi Speedcar odbyły dwóch dniach.
Pierwszy dzień:
- Oficjalna sesja treningowa
- Kwalifikacje
- Wyścig 1

Drugi dzień:
- Rozgrzewka
- Wyścig 2

Wyścig odbywały się na dystansie 90 mil lub czasie nie przekraczającym 45 minut.

### Specyfikacja
Samochody
- Pojemność i typ silnika: 6.0 L (6,000 cm³) (366 cm³) Pushrod V8.
- Skrzynia biegów: manualna, 4 biegowa
- Waga: minimalna(bez kierowcy) 2866 funtów (1300 kg), bez kierowcy i paliwa.
- Moc silnika: 620 koni mechanicznych (462 kW)
- Paliwo: benzyna bezołowiowe, dostarczane przez MoTeC Carburetion
- Pojemność zbiornika paliwa: 10¾ galonów amerykańskich
- Sposób dostarczania paliwa: gaźnik
- Stopień kompresji: 12:1
- Aspiracja: naturalna
- Rozmiar gaźnika: 390 stóp³/min (184 L/s) 4 cylindrowy
- Moment obrotowy: 680 N·m
- Sterowanie: „recirculating ball”
- Opony: typu slick oraz deszczowe dostarczane przez Michelin
- Długość: 5283 mm
- Szerokość: 1742 mm
- Wysokość: 1295 mm
- Rozstaw osi: 2667 mm
- Wyposażenie bezpieczeństwa: system HANS, 6 punktowe pasy bezpieczeństwa dostarczane przez Momo

## Mistrzowie
| Sezon   | Kierowca          | Zespół        |
| ------- | ----------------- | ------------- |
| 2008    | Johnny Herbert    | Speedcar Team |
| 2008–09 | Gianni Morbidelli | Palm Beach    |